# Edward G. Cox
Edward „Eddie“ Godfrey Cox (* 19. September 1876 in Ottawa, Ohio; † 2. Dezember 1963 in Seattle) war ein US-amerikanischer Linguist und Segler.

## Leben
Er war Professor an den Cornell University und dann an der University of Washington. Er war von 1943 bis zu seinem Tod im Jahr 1963 Herausgeber der Zeitschrift Modern Language Quarterly. Er ist Verfasser von A Reference Guide to the Literature of Travel. Including Voyages, Geographical Descriptions, Adventures, Shipwrecks and Expeditions (untergliedert in die drei Bände: Alte Welt, Neue Welt, Großbritannien), eines wichtigen Nachschlagewerkes zur Reiseliteratur, das mit über zehntausend Einträgen eine klassische Bibliographie zum Thema Reisen bildet. Sie listet “in chronological order, from the earliest date ascertainable down to and including the year 1800, all the books on foreign travels, voyages and descriptions printed in Great Britain, together with translations from foreign tongues and continental renderings of English works” („in chronologischer Reihenfolge vom frühester Zeit bis einschließlich 1800 alle Bücher über Reisen, Seereisen und Reisebeschreibungen auf, die in Großbritannien gedruckt wurden, zusammen mit fremdsprachigen Übersetzungen und kontinentalen Wiedergaben englischer Werke“).